# Розділення (машинне навчання)
У машинному навчанні, розділення (англ. margin) для окремої точки даних визначається як відстань від точки до межі рішення. Варто зауважити, що існує багато відстаней та меж рішень, які можуть бути придатними для певних наборів даних та цілей. Розділовий класифікатор є класифікатором, який явно використовує розділення для кожного прикладу під час вивчення класифікатора. Є теоретичні обґрунтування (засновані на ВЧ-розмірності) щодо того, чому максимізація розділення (за деяких відповідних обмежень) може бути корисною для алгоритмів машинного навчання та статистичних висновків.